# Lada Samara/VAZ-2109
El Lada Samara/VAZ-2109 (del ruso: Лада Самара/ВАЗ-2109), es un automóvil ruso del segmento C del fabricante ruso Lada, perteneciente al conglomerado automotríz e industrial AvtoVAZ. Su producción data desde enero de 1985 hasta el año 2005 en Rusia, cuando fue reemplazado por el Lada 110; siendo producido en Ucrania en la Bogdan Auto hasta 2013. Este económico coche destaca por ser un vehículo avanzado teniendo en cuenta su año de fabricación y su procedencia, pero su tecnología es anticuada para los estándares europeos y norteamericanos aun con los similares de su época.

## Prototipo
Los primeros diseños del Lada Samara llegaron en 1977 en lo que representaban un coche con aspecto futurista para la época. No fue hasta 1984 cuando se hicieron los test reglamentarios y las pruebas de sobrevivientes en colisión. La causa de su retraso fue varios fallos en los prototipos, pero finalmente salió a la venta ese mismo año.
Los resultados en las pruebas de sobrevivientes en colisión fueron más que satisfactorios, pues la parte del motor absorbía todo el impacto y este no llegaba al habitáculo del conductor, aunque carecía de airbags.
En 1993, TTS, fundado en 1992 por Vyacheslav Zubarev, firmó un contrato con AvtoVAZ. En 1995, se abrió el primer centro de automóviles de pleno derecho, el salón LADA en la ciudad de Naberezhnye Chelny y se entregó directamente a la fábrica de automóviles. En 1995 se abrió una oficina en Kazán. Hasta 1997, los autos fueron destilados de Naberezhnye Chelny. Después-transportado por ferrocarril.

## Primera Generación
El Lada Samara se puso a la venta en enero de 1985. De 1984 hasta 1986 se vendió con una caja de cambios de cuatro velocidades y marcha atrás, con una parrilla diferente y de color negro mate, pero era un modelo de pruebas y en 1986, con el primer rediseño estético se vendió con una parrilla del mismo color que el de la carrocería, y con un capo que no llegaba hasta el final, con una pieza de plástico que completaba y cubría la parte de los faros finalmente. Solo existía una versión hatchback de 3 puertas por el momento, conocida en su país de origen como VAZ 2108.
Contaba con 3 versiones de motor. Un 1100 cc de 53 a 58 cv, un 1300 cc con 61 y 65 cv o con 1500 cc y 68 a 71 cv, todas con motores a gasolina, carburador monocuerpo y encendido electrónico. Los motores eran derivados de los Fiat 124 pero con la culata puesta a punto de la mano de Porsche, algo así como los SEAT Ibiza I System Porsche. La caja de cambios era manual sincronizada de 5 velocidades y marcha atrás. Era el coche más avanzado de fabricación nacional que se podía encontrar en la Unión Soviética por aquel entonces. Algunas de sus características eran regulador de faros desde el interior, lava faros, luneta térmica, regulador de intensidad del cuadro, asientos calefactados, aire acondicionado, voltímetro para la batería e indicador de consumo instantáneo. Además, traía de serie aguja para la temperatura del agua, cosa que muchos coches occidentales de valor similar no tenían disponible.
En 1987 empezó su venta por toda Europa, parte de Asia, América del Sur, Canadá e incluso Australia, aprovechando el fuerte empujón que ofreció la salida al mercado ese mismo año la versión 5 puertas, el VAZ 2109 conocido en la Unión Soviética, claro está que con las mismas motorizaciones de las versiones de su mercado. Además, abandonó su tradicional tono beige del interior para ofrecer solo uno gris a partir de entonces.
Una de las versiones especiales que llegó a otros países simultáneamente fue el Lada Samara by Konela, con un kit aerodinámico muy extremo. Era original de la importadora finlandesa. A esta versión se le añadieron faros antiniebla delanteros.

### Rediseño

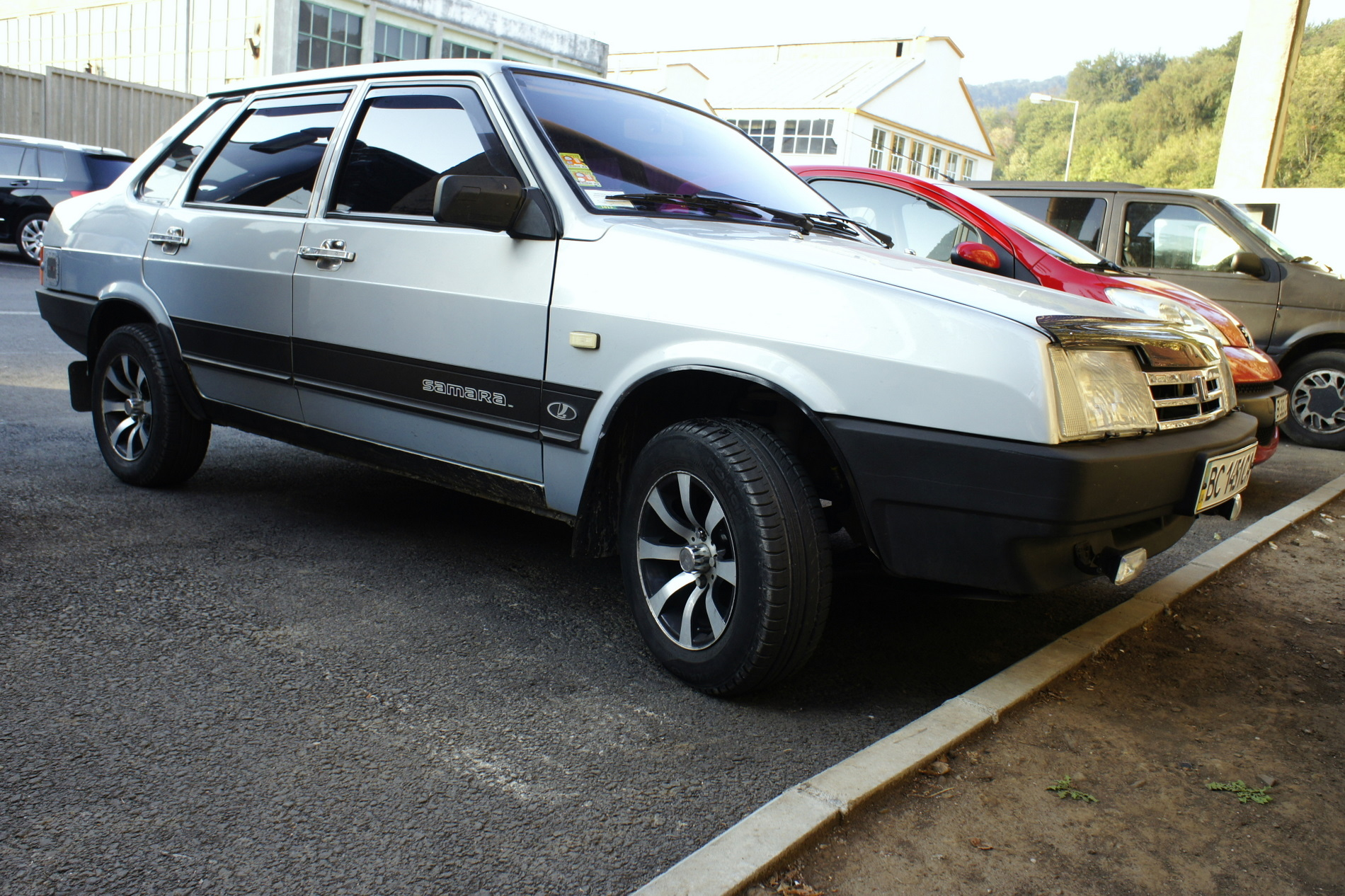
VAZ 21099

Para 1991 se hizo un rediseño, en el que ha cambiado su tradicional parrilla, por una un poco más baja y con un capó que ya llegaba hasta la parrilla, eliminando así la pieza de plástico que recubría las luces. Además se eliminaba entonces los limpiaparabrisas con los que contaba en los faros delanteros.
Además, ese mismo año y con ese aspecto salió al mercado una versión sedán del Samara, conocida también como VAZ 21099 y poco después salió el "Natasha", que era la versión descapotable de 2 puertas. Dicha versión no debe confundirse con el Boshe Safari/Lada Samara Fun, que fue una versión pick-up del Samara hecha por el carrocero alemán Bohse. En España, tanto el Natasha como el Safari se podían adquirir en la red de concesionarios Lada.
Al modelo se le añadieron unos ligeros cambios durante esos años, cambiando sobre 1995 el salpicadero por uno más elevado. Se añadió un cuadro de instrumentos con cuenta revoluciones, aunque perdía su voltímetro y econostato. Además, en algunas versiones se podía añadir un reloj digital en el techo, encima del retrovisor interior. También las versiones de 5p perdieron su tradicional rejilla en el ventanuco del pilar C.
Una versión especial que salió, y que luego el Lada 110/VAZ-2110 continuó su filosofía, fue  el Tarzán, que era básicamente un Niva, con cuerpo de Samara. Contaba con tracción total permanente, motor 1600 cc carburado procedente del Niva, frenos de disco en las 4 ruedas y llantas en 15". Tan solo se vendió en su mercado local.
El modelo continuó en el mercado internacional hasta 1994, cuando salió a la venta el Samara 1.5 MPI y el Samara Injection. Estos 2 nuevos modelos ya no contaban con carburador, como lo hacían antes. Se eliminó el motor 1100 y 1300 y se añadió el 1700, procedente del Niva. Se cambió el logo de la compañía de rectangular a ovalado. En principio estos últimos iban a ser hechos específicamente para el mercado de Rusia y países de la antigua Unión Soviética, donde se seguía vendiendo junto con el Samara antiguo. Sin embargo, muchas importadoras seguían demandando el modelo para sus países.

### Mercado español
El Samara llegó oficialmente a España en noviembre de 1988 en la versión de 3 puertas con el motor de 1300 cc, aunque las primeras unidades datan de verano de ese año. En 1989 se añadieron las opciones de versiones de 5 puertas y se añadió el motor de 1500 cc. La empresa dedicada a importar estos vehículos era Lada Ibérica. Para hacer el modelo más atractivo a ojos del comprador, se añadieron una serie de mejoras o extras opcionales, ya que en su mercado local no existían versiones o acabados a elegir. Estas características fueron unos añadidos deportivos en parachoques y taloneras; podían elegirse con los parachoques en mate o pintados; pegatinas a modo de nivel de equipamiento o acabados, alerón, faros, 2 tipos de llantas de aluminio en 13" marca Melber y volante deportivo (el mismo que traían ciertos Lada Niva/VAZ-2121). Estos componentes eran montados exclusivamente así para mercado español, ya que su importadora se dedicaba exclusivamente a suministrarlo a España, sin embargo era un batiburrillo de piezas de diferente procedencia. Tanto llantas como los faros los cogió prestados del Bohse Safari, los añadidos de los paragolpes y taloneras eran mezclas del modelo británico SLX.
Está claro que en el mercado francés, británico, canadiense etc las características de los modelos españoles cambian totalmente, ya que sus importadoras realizaban sus añadidos exclusivos del país donde venderían. Es decir, que los añadidos franceses y los acabados GLS, Carlota etc no los veríamos en España oficialmente, al igual que los modelos ingleses con las diferentes parrillas que se ofrecieron etc. 
Con el rediseño de 1991, los añadidos de las versiones más equipadas cambiaron. Esta versión ahora tenía nombre, LX.
Poco después de salir el rediseño, en 1992, llegó la versión sedán, conocida en Francia como Sagona, y el Natasha. En 1994 las ventas de los Samaras empezaban a decaer en España debido a que el coche ya se encontraba demasiado obsoleto y la aparición de otras alternativas mejores como lo eran los coches coreanos.
En 1996 llegó otra importadora, Automóviles Rusos S.A.U. , la cual vendió posteriormente los Lada 110 y derivados junto a los Niva. Debido a un conflicto en el tema de contratos por el cual no podían vender los coches bajo la misma marca, ocurrió que los vehículos vendidos por Automóviles Rusos S.A.U. fueran llamados AvtoVAZ. Lada Ibérica cerró por ese entonces desapareciendo consigo el Samara español, quedando la otra importadora vendiendo el Samara y el Niva. Fue entonces cuando esta nueva importadora trajo vía Francia, a través de Poch, los Samaras franceses con interior cambiado y motor de inyección 1500 únicamente. Lo que supuso que también se vendiesen con sus añadidos, extras y versiones (GLS, Carlotta etc). Es por esto que el Samara 4 puertas es también conocido como Sagona. 1999 fue el último año en el que el Samara estuvo disponible en España  y apareció su sucesor, el Lada 110 y derivados.
Los colores en los que estaba disponible fueron rojo, rojo anaranjado, granate, negro, blanco, gris, beige, amarillo pálido, azul oscuro, azul marino, azul cielo y azul verdoso. Los menos comunes fueron el amarillo pálido, azul verdoso, rojo anaranjado, azul oscuro y azul marino, predominando estos 2 últimos en los restyling y el azul versoso y el rojo anaranjado en verisones especiales con añadidos.
De los aproximadamente 18 000 Samaras que se vendieron en España entre 1988 y 1999 se calcula que queden tan solo menos de 100 en circulación.

### Rediseño para Finlandia
El tercer rediseño fue uno basado en una versión iniciada en 1996, pero que sirvió como guía para la segunda generación. Se le conocía como Lada Samara Baltic o EuroSamara. Fue fabricado exclusivamente en Finlandia para el mercado local, queriendo darle un aire más moderno y europeizado. La parrilla fue mejorada para darle un aspecto más actual. Los parachoques se cambiaron para parecer más modernos también, y se le puso de serie unos faros antiniebla. Además, estos llevaban el mismo color que la carrocería, abandonando definitavamente el negro mate. El parachoques trasero pasó a llevar la matrícula, y el hueco libre que quedaba donde antes acostumbraba a llevar la placa de patente, fue ocupado por el logo de la empresa. Sin duda la parte del coche que más cambios sufrió fue el interior, que fuera modificado totalmente, incluso se le añadió un airbag al conductor. El motor pasó a llevar 90 cv siendo un MPI 1.5. Sin embargo, este modelo no estuvo ni un año completo en el mercado, dada la salida del Samara II ese mismo año.

## Segunda generación
En 1996 salió a la venta el posible sucesor del Samara, el Lada 110 que se vendió también en algunos países del mercado exterior. El miedo de que el Samara se dejase de fabricar cesó cuando también se puso a la venta solo para el mercado nacional el Samara 2, o VAZ 2113/2114/2115, con un motor retocado y más fiable, además salió una versión con motor Wankel que ofrecía 140 cv a 6000 rpm. Hasta entonces solo disponible para vehículos policiales o de gente importante de Rusia. Sus versiones de carrocería seguían siendo, eso sí y con muy pocos retoques estéticos; las mismas.
Cambió sus faros cuadrados por otros más ovalados y el capó se hizo más bajo y aerodinámico. Se le eliminó completamente la parrilla, dejando solo un hueco donde está el ventilador.
El interior volvió a cambiar levemente, pero básicamente era la copia, en casi todos los aspectos; de los del Lada Samara Baltic. Siguió conservando el único airbag del conductor, las motorizaciones y la caja de cambios y sus líneas rectas.
El modelo se produjo hasta 2004 en Togliatti, por lo que suponía ya era el seguro final del Samara.

## Producción del Samara en otras naciones
El Samara clásico, es decir la versión de 1987, se siguió fabricando en la planta Ucraniana de ZAZ desde 2004, y desde enero de 2007 se produce en Ucrania el Samara II con el motor del Lada Priora, un 1.6 y 90 cv a 4800 rpm, pero solo las versiones de 5 y 4 puertas. También se produjo en la planta de IzhAvto.
Además desde 2000 se produce también en Kazajistán. Desde 1996 el Samara Baltic en Finlandia. Además de Uruguay y los Boshe Safari carrozados en Alemania.
Sus fábricas de Rusia son Togliatti desde siempre hasta 2004 y Syzran desde 1994.
El 25 de diciembre de 2013 Lada ponía fin a la producción del Samara tras 30 años.

## Ámbito deportivo
El Samara de 1991 participó en el Rally Dakar. Fue una maniobra de marketing para promocionar su coche al resto del mundo cuando iba a ser vendido prácticamente en todo el mundo. A pesar de ser un coche pensado para sitios con un clima tan adverso, como el de Siberia y Canadá; y se mostró muy capaz el Rally Dakar. Fue el único Samara con tracción a 4 ruedas y con un motor superior al de que se vendía en los concesionarios. Ademas tuvo destacada participacion en innumerables Gran Premio de la Hermandad Argentino-Chilena y algunos ejemplares aun siguen compitiendo.

### Imágenes
- Imágenes y modelos del Lada Samara (en inglés) - (en ruso)
- Historia del VAZ-2109 (en inglés) - (en ruso)

### Video
- Datos: Q1133879
- Multimedia: Lada Samara / Q1133879